# Zatoka Kilońska
Zatoka Kilońska (niem. Kieler Bucht) – zatoka na Morzu Bałtyckim. W południowej i zachodniej części jest brzegiem kraju związkowego Szlezwik-Holsztyn. Na południowym wschodzie ograniczona wyspą Fehmarn, a od północy duńskimi wyspami Als, Ærø i Langeland. Połączona z Zatoką Meklemburską przez Bełt Fehmarn. Do zatoki dochodzą od północnego zachodu Mały Bełt, a od północy Wielki Bełt.
Główne miasto zatoki to Kilonia.

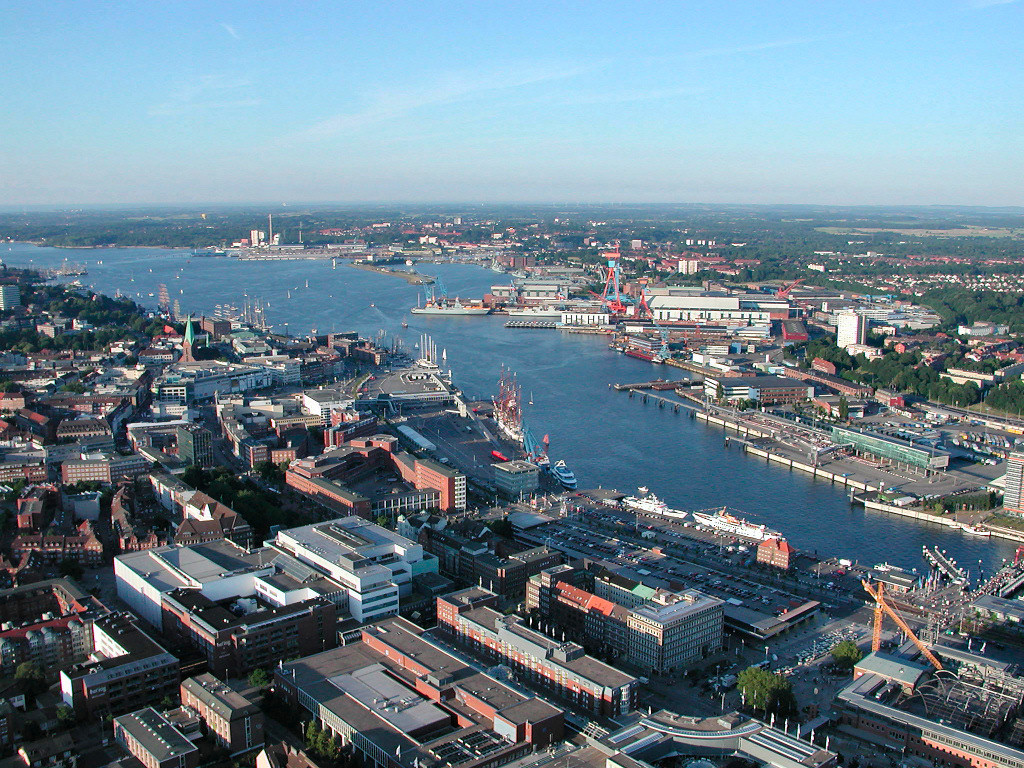
Kieler Förde

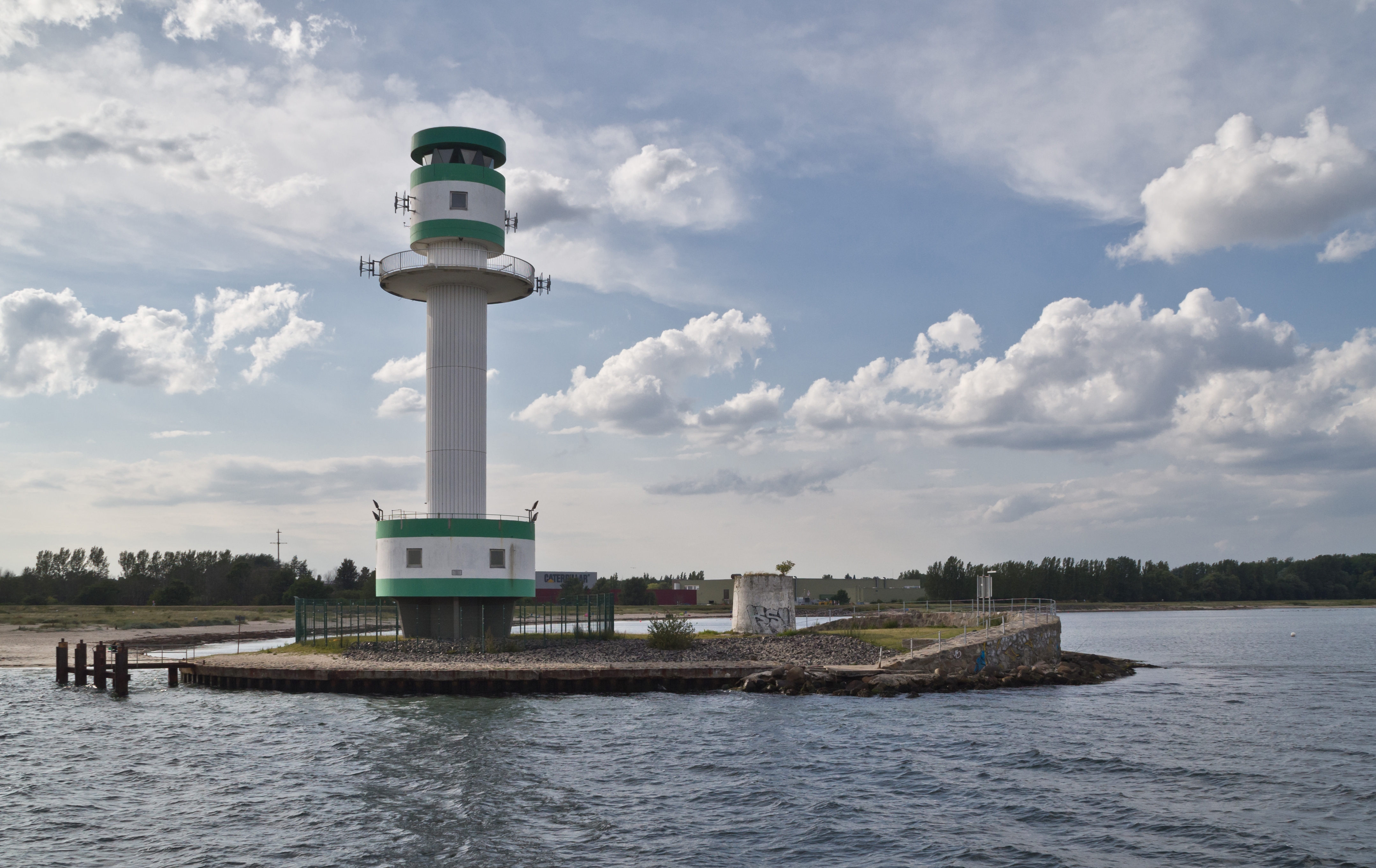
Latarnia morska w Zatoce kilońskiej

W zatoce znajdują się mniejsze zatoki:
- Zatoka Flensburska
- Eckernförder Bucht
- Kieler Förde
- Hohwachter Bucht.